# アッチソン (カンザス州)
アッチソン（Atchison）は、アメリカ合衆国カンザス州の都市。アッチソン郡の郡庁所在地である。人口は1万0885人（2020年）。ミズーリ川に面しており、対岸はミズーリ州である。

## 歴史
アッチソンは1854年に設立され、翌年に法人化した。名称は政治家デイヴィッド・アッチソンに由来している。ミズーリ川の水運と鉄道の交通結節点として発展した。1859年に発足したアッチソン・トピカ・アンド・サンタフェ鉄道の東の起点だった。1880年頃には州内有数の商工業都市に成長したが、その後は水運と鉄道の衰退に歩調を合わせて町の発展は停滞した。

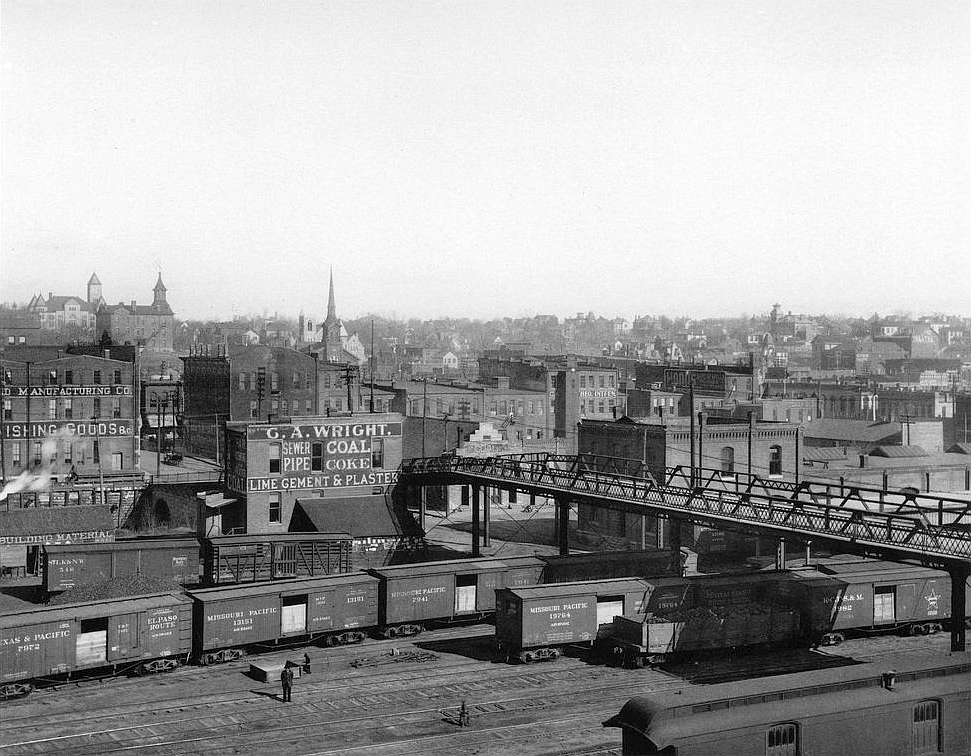
1900年頃のアッチソン駅

## 関係者
- アメリア・イアハート：飛行士
- ジョージ・W・グリック：政治家
- ジョン・インガルズ：政治家